# Clytie sublunaris
Clytie sublunaris är en fjärilsart som beskrevs av Otto Staudinger 1889. Clytie sublunaris ingår i släktet Clytie, och familjen nattflyn. Inga underarter finns listade i Catalogue of Life.